# Sangiin-Wahl 2007

Sitzverteilung nach der Wahl

Die Sangiin-Wahl 2007, formell die „21. ordentliche Wahl von Sangiinabgeordneten“ (jap. 第21回参議院議員通常選挙, dai-nijūik-kai Sangiin giin tsūjō senkyo), zum japanischen Rätehaus (Sangiin), dem Oberhaus (jōin) des nationalen Parlaments (Kokkai) fand am 29. Juli 2007 statt. Hauptthemen im Wahlkampf waren die Führungsschwäche von Premierminister Shinzō Abe nach mehreren Rücktritten und Selbstmorden von Ministern und führenden Beamten sowie ein Skandal um verlorengegangene Aufzeichnungen über Rentenansprüche.

## Ausgangslage
Die Regierungskoalition aus Liberaldemokratischer Partei (LDP) und Kōmeitō hatte bereits bei der Wahl 2004 schlecht abgeschnitten: Damals gewann die oppositionelle Demokratische Partei (DPJ) erstmals einen Sitz mehr als die LDP. In der nun zur Wahl stehenden Hälfte des Sangiin (2001 gewählt) hielt die LDP vor der Wahl eine absolute Mehrheit der Sitze.

## Ergebnis
Die Wahlbeteiligung betrug 58,64 % bei der Direktwahl und 58,63 % bei der Verhältniswahl.
| Partei | Partei                       | Zusammensetzung vor der Wahl | Zusammensetzung vor der Wahl | Zusammensetzung vor der Wahl | Wahlkreise | Wahlkreise | Wahlkreise | Verhältniswahl | Verhältniswahl | Verhältniswahl | 2007 gewählt | Zusammensetzung nach der Wahl |
| Partei | Partei                       | Gesamt                       | nicht zur Wahl               | zur Wahl                     | Stimmen    | Anteil     | Sitze      | Stimmen        | Anteil         | Sitze          | 2007 gewählt | Zusammensetzung nach der Wahl |
| ------ | ---------------------------- | ---------------------------- | ---------------------------- | ---------------------------- | ---------- | ---------- | ---------- | -------------- | -------------- | -------------- | ------------ | ----------------------------- |
|        | Liberaldemokratische Partei  | 110                          | 46                           | 64                           | 18.606.193 | 31,35 %    | 23         | 16.544.671     | 28,08 %        | 14             | 37           | 83                            |
|        | Kōmeitō                      | 23                           | 11                           | 12                           | 3.534.672  | 5,96 %     | 2          | 7.765.329      | 13,18 %        | 7              | 9            | 20                            |
|        | Demokratische Partei         | 81                           | 49                           | 32                           | 24.006.817 | 40,45 %    | 40         | 23.256.247     | 39,48 %        | 20             | 60           | 109                           |
|        | Kommunistische Partei Japans | 9                            | 4                            | 5                            | 5.164.572  | 8,70 %     | 0          | 4.407.932      | 7,48 %         | 3              | 3            | 7                             |
|        | Sozialdemokratische Partei   | 6                            | 3                            | 3                            | 1.352.018  | 2,28 %     | 0          | 2.634.713      | 4,47 %         | 2              | 2            | 5                             |
|        | Neue Volkspartei             | 4                            | 2                            | 2                            | 1.111.005  | 1,87 %     | 1          | 1.269.209      | 2,15 %         | 1              | 2            | 4                             |
|        | Neue Partei Japan            | 0                            | 0                            | 0                            | -          | -          | -          | 1.770.707      | 3,01 %         | 1              | 1            | 1                             |
|        | Sonstige                     | 0                            | 0                            | 0                            | 477.182    | 0,80 %     | 0          | 1.264.799      | 2,15 %         | 0              | 0            | 0                             |
|        | Unabhängige (*)              | 7                            | 6                            | 1                            | 5.095.168  | 8,59 %     | 7          | -              | -              | -              | 7            | 13                            |
| Summe  | Summe                        | 240 (2 Vakanzen)             | 121                          | 119 (2 Vakanzen)             | 59.347.628 | 100 %      | 73         | 58.913.700     | 100 %          | 48             | 121          | 242                           |

(*) Einschließlich Keiko Itokazu von der Okinawa Shakai Taishūtō („Sozialistische Massenpartei Okinawa“), die formal als Unabhängige kandidierte, und der nicht zur Wahl stehenden, bei einer Nachwahl im April gewählten Aiko Shimajiri.

### Wahlkreise
Wegen des Wahlsystems teilen sich die beiden großen Parteien in der Regel die Sitze in den Mehr- insbesondere den Zweimandatswahlkreisen. Besonders umkämpft sind die Einmandatswahlkreise, von denen die Opposition 2007 23 gewann, die Regierung nur 6. In den Mehrmandatskreisen erhielt die Opposition 23 Sitze, die Regierung 20. In den sechs größten Wahlkreisen (drei oder fünf Mandate) konnte die Demokratische Partei ihr Ergebnis leicht verbessern. In allen Zweimandatswahlkreisen mit Ausnahme von Niigata und Gifu gewann der jeweilige DPJ-Kandidat mehr Stimmen als der LDP-Kandidat.
Gemäß einer Anpassung der Mandatszahlen an die Bevölkerungsverteilung wählten die Präfekturen Gunma und Tochigi einen Abgeordneten weniger als bisher, Tokio und Chiba einen mehr. Danach lag 2007 das größte Ungleichgewicht zwischen Kanagawa (1.190.583 Wahlberechtigte pro Abgeordneter) und der Tottori (246.572 Wahlberechtigte für einen Abgeordneten), also ein 4,8faches Stimmgewicht.
| Wahlkreisergebnisse 2007 | Wahlkreisergebnisse 2007 | Wahlkreisergebnisse 2007 | Wahlkreisergebnisse 2007 | Wahlkreisergebnisse 2007 | Wahlkreisergebnisse 2007 | Wahlkreisergebnisse 2007 | Wahlkreisergebnisse 2007 | Wahlkreisergebnisse 2007 | Wahlkreisergebnisse 2007 | Wahlkreisergebnisse 2007 |
| --- | --- | --- | --- | --- | --- | --- | --- | ------------------------ | ------------------------ | ------------------------ |
| Parteizugehörigkeit der Wahlsieger (Stand: Wahltag): Liberaldemokratische Partei Kōmeitō Unabhängige Demokratische Partei Neue Volkspartei Unabhängige (Opposition) | Parteizugehörigkeit der Wahlsieger (Stand: Wahltag): Liberaldemokratische Partei Kōmeitō Unabhängige Demokratische Partei Neue Volkspartei Unabhängige (Opposition) | Parteizugehörigkeit der Wahlsieger (Stand: Wahltag): Liberaldemokratische Partei Kōmeitō Unabhängige Demokratische Partei Neue Volkspartei Unabhängige (Opposition) | Parteizugehörigkeit der Wahlsieger (Stand: Wahltag): Liberaldemokratische Partei Kōmeitō Unabhängige Demokratische Partei Neue Volkspartei Unabhängige (Opposition) | Parteizugehörigkeit der Wahlsieger (Stand: Wahltag): Liberaldemokratische Partei Kōmeitō Unabhängige Demokratische Partei Neue Volkspartei Unabhängige (Opposition) | Parteizugehörigkeit der Wahlsieger (Stand: Wahltag): Liberaldemokratische Partei Kōmeitō Unabhängige Demokratische Partei Neue Volkspartei Unabhängige (Opposition) | Parteizugehörigkeit der Wahlsieger (Stand: Wahltag): Liberaldemokratische Partei Kōmeitō Unabhängige Demokratische Partei Neue Volkspartei Unabhängige (Opposition) | Parteizugehörigkeit der Wahlsieger (Stand: Wahltag): Liberaldemokratische Partei Kōmeitō Unabhängige Demokratische Partei Neue Volkspartei Unabhängige (Opposition) |                          |                          | Hokkaidō                 |
| Parteizugehörigkeit der Wahlsieger (Stand: Wahltag): Liberaldemokratische Partei Kōmeitō Unabhängige Demokratische Partei Neue Volkspartei Unabhängige (Opposition) | Parteizugehörigkeit der Wahlsieger (Stand: Wahltag): Liberaldemokratische Partei Kōmeitō Unabhängige Demokratische Partei Neue Volkspartei Unabhängige (Opposition) | Parteizugehörigkeit der Wahlsieger (Stand: Wahltag): Liberaldemokratische Partei Kōmeitō Unabhängige Demokratische Partei Neue Volkspartei Unabhängige (Opposition) | Parteizugehörigkeit der Wahlsieger (Stand: Wahltag): Liberaldemokratische Partei Kōmeitō Unabhängige Demokratische Partei Neue Volkspartei Unabhängige (Opposition) | Parteizugehörigkeit der Wahlsieger (Stand: Wahltag): Liberaldemokratische Partei Kōmeitō Unabhängige Demokratische Partei Neue Volkspartei Unabhängige (Opposition) | Parteizugehörigkeit der Wahlsieger (Stand: Wahltag): Liberaldemokratische Partei Kōmeitō Unabhängige Demokratische Partei Neue Volkspartei Unabhängige (Opposition) | Parteizugehörigkeit der Wahlsieger (Stand: Wahltag): Liberaldemokratische Partei Kōmeitō Unabhängige Demokratische Partei Neue Volkspartei Unabhängige (Opposition) | Parteizugehörigkeit der Wahlsieger (Stand: Wahltag): Liberaldemokratische Partei Kōmeitō Unabhängige Demokratische Partei Neue Volkspartei Unabhängige (Opposition) | Aomori                   |                          |                          |
| Parteizugehörigkeit der Wahlsieger (Stand: Wahltag): Liberaldemokratische Partei Kōmeitō Unabhängige Demokratische Partei Neue Volkspartei Unabhängige (Opposition) | Parteizugehörigkeit der Wahlsieger (Stand: Wahltag): Liberaldemokratische Partei Kōmeitō Unabhängige Demokratische Partei Neue Volkspartei Unabhängige (Opposition) | Parteizugehörigkeit der Wahlsieger (Stand: Wahltag): Liberaldemokratische Partei Kōmeitō Unabhängige Demokratische Partei Neue Volkspartei Unabhängige (Opposition) | Parteizugehörigkeit der Wahlsieger (Stand: Wahltag): Liberaldemokratische Partei Kōmeitō Unabhängige Demokratische Partei Neue Volkspartei Unabhängige (Opposition) | Parteizugehörigkeit der Wahlsieger (Stand: Wahltag): Liberaldemokratische Partei Kōmeitō Unabhängige Demokratische Partei Neue Volkspartei Unabhängige (Opposition) | Parteizugehörigkeit der Wahlsieger (Stand: Wahltag): Liberaldemokratische Partei Kōmeitō Unabhängige Demokratische Partei Neue Volkspartei Unabhängige (Opposition) | Parteizugehörigkeit der Wahlsieger (Stand: Wahltag): Liberaldemokratische Partei Kōmeitō Unabhängige Demokratische Partei Neue Volkspartei Unabhängige (Opposition) | Parteizugehörigkeit der Wahlsieger (Stand: Wahltag): Liberaldemokratische Partei Kōmeitō Unabhängige Demokratische Partei Neue Volkspartei Unabhängige (Opposition) | Akita                    | Iwate                    |                          |
| Parteizugehörigkeit der Wahlsieger (Stand: Wahltag): Liberaldemokratische Partei Kōmeitō Unabhängige Demokratische Partei Neue Volkspartei Unabhängige (Opposition) | Parteizugehörigkeit der Wahlsieger (Stand: Wahltag): Liberaldemokratische Partei Kōmeitō Unabhängige Demokratische Partei Neue Volkspartei Unabhängige (Opposition) | Parteizugehörigkeit der Wahlsieger (Stand: Wahltag): Liberaldemokratische Partei Kōmeitō Unabhängige Demokratische Partei Neue Volkspartei Unabhängige (Opposition) | Parteizugehörigkeit der Wahlsieger (Stand: Wahltag): Liberaldemokratische Partei Kōmeitō Unabhängige Demokratische Partei Neue Volkspartei Unabhängige (Opposition) | Parteizugehörigkeit der Wahlsieger (Stand: Wahltag): Liberaldemokratische Partei Kōmeitō Unabhängige Demokratische Partei Neue Volkspartei Unabhängige (Opposition) | Parteizugehörigkeit der Wahlsieger (Stand: Wahltag): Liberaldemokratische Partei Kōmeitō Unabhängige Demokratische Partei Neue Volkspartei Unabhängige (Opposition) | Parteizugehörigkeit der Wahlsieger (Stand: Wahltag): Liberaldemokratische Partei Kōmeitō Unabhängige Demokratische Partei Neue Volkspartei Unabhängige (Opposition) | Parteizugehörigkeit der Wahlsieger (Stand: Wahltag): Liberaldemokratische Partei Kōmeitō Unabhängige Demokratische Partei Neue Volkspartei Unabhängige (Opposition) | Niigata                  | Yamagata                 | Miyagi                   |
| | | | | | | | Ishikawa | Toyama                   | Tochigi                  | Fukushima                |
| | | | | | | Fukui | Nagano | Gunma                    | Saitama                  | Ibaraki                  |
| | | Shimane | Tottori | Hyōgo | Kyōto | Shiga | Gifu | Yamanashi                | Tokio                    | Chiba                    |
| | | Yamaguchi | Hiroshima | Okayama | Osaka | Nara | Aichi | Shizuoka                 | Kanagawa                 |                          |
| Saga | Fukuoka | | | | | Wakayama | Mie |                          |                          |                          |
| Nagasaki | Kumamoto | Ōita | | Ehime | Kagawa | | |                          |                          |                          |
| | Kagoshima | Miyazaki | | Kōchi | Tokushima | | |                          |                          |                          |
| Okinawa | | | | | | | |                          |                          |                          |

### Verhältniswahl
Bei der nationalen Verhältniswahl gewann die Regierungskoalition 21 Mandate, die Oppositionsparteien 27. Die meisten Präferenzstimmen bei der LDP erhielt Yōichi Masuzoe (470.571 Stimmen), der die Regierung Abe für die Behandlung des Rentenskandals kritisiert hatte, vor dem erstmals kandidierenden Toshio Yamada (449.182 Stimmen), einem ehemaligen Mitglied des Verbands der landwirtschaftlichen Kooperativen (Nōkyō). Die meisten Präferenzstimmen bei der Kōmeitō und auch unter allen Listenkandidaten erhielt Kanae Yamamoto (1.027.546,325 Stimmen).
Die meisten Stimmen auf der Liste der Demokratischen Partei erhielt Kumiko Aihara (507.787), bisher Vorstandsmitglied der Gewerkschaft der Präfektur- und kommunalen Angestellten (Jichirō). Der ehemalige Gouverneur von Nagano, Yasuo Tanaka, erhielt 458.211 Stimmen und gewann damit den einzigen Sitz für seine Neue Partei Japan. Die Sozialdemokratische Partei fiel gegenüber 2001 von drei auf zwei Mandate zurück, die meisten Präferenzstimmen (218.850) erhielt Generalsekretär Seiji Mataichi.

## Auswirkungen
Durch die Wahl verlor die Koalition aus Liberaldemokratischer Partei (LDP) und Kōmeitō die Mehrheit im Sangiin. Wegen ihrer Zweidrittelmehrheit im Shūgiin blieb sie zwar handlungsfähig, aber innerhalb der LDP wurde die Wahl als Misstrauensbeweis für Premierminister Abe gewertet; auch in der Kōmeitō regte sich Unmut angesichts der Wahlverluste. Eine Kabinettsumbildung nach der Wahl führte nicht zur Beruhigung der skandalgeschüttelten Regierung. Wenige Wochen später trat Abe als Parteivorsitzender der LDP und Premierminister Japans zurück und wurde durch Yasuo Fukuda ersetzt.
Die Tatsache, dass die zwei Kammern des Parlaments von konkurrierenden Parteien kontrolliert wird, bezeichnet man in Japan als Nejire Kokkai („verdrehtes Parlament“). Dadurch wurde Yasuo Fukuda der vierte Premierminister (nach Keizō Obuchi 1998, Toshiki Kaifu 1989, Ashida Hitoshi 1948), der bei der Wahl des Premierministers im Parlament nicht durch das Sangiin bestätigt wurde. Auch wurden wichtige Vorhaben der Regierung wie die Verlängerung des Antiterrorismusgesetzes und die Reform der verkehrsbezogenen Steuern im Parlament verzögert und Personalentscheidungen wie die Besetzung des Gouverneurspostens der Bank of Japan, die von der Zustimmung beider Kammern abhängen, von der Opposition blockiert.